# Liga Regional Colón
La Liga Regional Colón es una de las ligas regionales de fútbol que integran el sistema del fútbol argentino en la provincia de Córdoba. Tiene su sede en la ciudad de Jesús María y agrupa a clubes principalmente del Departamento Colón, aunque también participan equipos de localidades cercanas.
Fue fundada el 3 de enero de 1928 y desde entonces ha sido un pilar en el desarrollo del fútbol en la región. El actual campeón es Deportivo Colón, club que pertenece a la localidad de Colonia Caroya.

## Equipos participantes
Los 17 clubes que actualmente forman parte de esta liga son: 
| Equipo                                         | Ciudad de Origen  | Año de Fundación | Provincia |
| ---------------------------------------------- | ----------------- | ---------------- | --------- |
| Asociación Atlética Falucho                    | Jesús María       | 1914             | Córdoba   |
| Sociedad Aérea y Deportiva Alianza Jesús María | Jesús María       | 1991             | Córdoba   |
| Club Deportivo, Social y Cultural 2 de Abril   | Jesús María       | 2020             | Córdoba   |
| Club Sportivo Colonia Tirolesa                 | Colonia Tirolesa  | 1929             | Córdoba   |
| Club Atlético Santa Elena                      | Colonia Tirolesa  | 1935             | Córdoba   |
| Bochas Sport Club                              | Colonia Caroya    | 1934             | Córdoba   |
| Club Juventud Agraria Colón                    | Colonia Caroya    | 1932             | Córdoba   |
| Club Social y Deportivo Colón                  | Colonia Caroya    | 2010             | Córdoba   |
| Club Sportivo San Martín                       | Colonia Caroya    | 1950             | Córdoba   |
| Club Social y Deportivo Quirquinchos Verdes    | Rio Ceballos      | 1992             | Córdoba   |
| Barrio Glorioso San Cayetano                   | Rio Ceballos      | 2006             | Córdoba   |
| Asociación Civil y Deportiva Parque Guerrero   | Rio Ceballos      | 2003             | Córdoba   |
| Club Sportivo Forchieri                        | Unquillo          | 2011             | Córdoba   |
| Club Atlético Quilmes                          | Villa Allende     | 1947             | Córdoba   |
| Club Atlético Sarmiento                        | Sarmiento         | 1915             | Córdoba   |
| Club Atlético Colón                            | Villa del Totoral | 1920             | Córdoba   |
| Club Atlético Independiente                    | Villa del Totoral | 1933             | Córdoba   |

## Campeones

### Listado de Campeones
Hasta la fecha, se han disputado 90 ediciones oficiales del torneo, mientras que la edición número 91 está en curso (año 2025). Cabe destacar que en los años 1935, 1936, 1938, 1940 y 2020 no se jugó, mientras que en 1956 y 1973 las ediciones fueron declaradas desiertas, sin consagración de campeón. 
A lo largo de la historia, 20 clubes distintos se han consagrado campeones, representando a diversas localidades del departamento Colón. Los títulos están distribuidos entre equipos de Jesús María, Colonia Tirolesa, Colonia Caroya,  Río Ceballos, Unquillo, Villa Allende, Villa del Totoral, Estación General Paz, Monte Cristo y Deán Funes. Cabe destacar que, actualmente, solo las siete primeras localidades mencionadas cuentan con equipos activos en la Liga, mientras que Monte Cristo, Estación General Paz y Deán Funes ya no tienen representantes en competencia. 
| Año  | Año  | Campeón                 | Localidad         |
| ---- | ---- | ----------------------- | ----------------- |
| 1928 | 1928 | A.A. Falucho            | Jesús María       |
| 1929 | 1929 | A.A. Falucho            | Jesús María       |
| 1930 | 1930 | Talleres                | Jesús María       |
| 1931 | 1931 | Talleres                | Jesús María       |
| 1932 | 1932 | A.A. Falucho            | Jesús María       |
| 1933 | 1933 | A.A. Falucho            | Jesús María       |
| 1934 | 1934 | Ferro Postal            | Jesús María       |
| 1935 | 1935 | No se jugó              | No se jugó        |
| 1936 | 1936 | No se jugó              | No se jugó        |
| 1937 | 1937 | Talleres                | Jesús María       |
| 1938 | 1938 | No se jugó              | No se jugó        |
| 1939 | 1939 | A.A. Falucho            | Jesús María       |
| 1940 | 1940 | No se jugó              | No se jugó        |
| 1941 | 1941 | A.A. Falucho            | Jesús María       |
| 1942 | 1942 | A.A. Falucho            | Jesús María       |
| 1943 | 1943 | A.A. Falucho            | Jesús María       |
| 1944 | 1944 | Talleres                | Jesús María       |
| 1945 | 1945 | A.A. Falucho            | Jesús María       |
| 1946 | 1946 | A.A. Falucho            | Jesús María       |
| 1947 | 1947 | Talleres                | Jesús María       |
| 1948 | 1948 | Colón                   | Villa del Totoral |
| 1949 | 1949 | A.A. Falucho            | Jesús María       |
| 1950 | 1950 | Independiente           | Unquillo          |
| 1951 | 1951 | A.A. Falucho            | Jesús María       |
| 1952 | 1952 | A.A. Falucho            | Jesús María       |
| 1953 | 1953 | Villa Allende Sport     | Villa Allende     |
| 1954 | 1954 | Talleres                | Jesús María       |
| 1955 | 1955 | Talleres                | Jesús María       |
| 1956 | 1956 | Se declaró desierto     | No se jugó        |
| 1957 | 1957 | A.A. Falucho            | Jesús María       |
| 1958 | 1958 | A.A. Falucho            | Jesús María       |
| 1959 | 1959 | Talleres                | Jesús María       |
| 1960 | 1960 | Talleres                | Jesús María       |
| 1961 | 1961 | Talleres                | Jesús María       |
| 1962 | 1962 | Juventud Agraria        | Colonia Caroya    |
| 1963 | 1963 | A.A. Falucho y Talleres | Jesús María       |
| 1964 | 1964 | A.A. Falucho            | Jesús María       |
| 1965 | 1965 | A.A. Falucho            | Jesús María       |
| 1966 | 1966 | Ferro Postal            | Jesús María       |
| 1967 | 1967 | Talleres                | Jesús María       |
| 1968 | 1968 | Villa Allende Sport     | Villa Allende     |
| 1969 | 1969 | A.A. Falucho            | Jesús María       |
| 1970 | 1970 | A.A. Falucho            | Jesús María       |
| 1971 | 1971 | Talleres                | Jesús María       |
| 1972 | 1972 | Villa Allende Sport     | Villa Allende     |
| 1973 | 1973 | Anulado por C.D.        | No se jugó        |
| 1974 | 1974 | Talleres                | Jesús María       |
| 1975 | 1975 | A.A. Falucho            | Jesús María       |
| 1976 | 1976 | Talleres                | Jesús María       |
| 1977 | 1977 | A.A. Falucho            | Jesús María       |
| 1978 | 1978 | A.A. Falucho            | Jesús María       |
| 1979 | 1979 | A.A. Falucho            | Jesús María       |
| 1980 | 1980 | A.A. Falucho            | Jesús María       |
| 1981 | 1981 | Bochas Sport Club       | Colonia Caroya    |
| 1982 | 1982 | A.A. Falucho            | Jesús María       |
| 1983 | 1983 | Jockey Club             | Est. General Paz  |
| 1984 | 1984 | Juventud Agraria        | Colonia Caroya    |
| 1985 | 1985 | Bochas Sport Club       | Colonia Caroya    |
| 1986 | 1986 | Talleres                | Jesús María       |
| 1987 | 1987 | Ferro Postal            | Jesús María       |
| 1988 | 1988 | Ferro Postal            | Jesús María       |
| 1989 | 1989 | Talleres                | Jesús María       |
| 1990 | 1990 | A.A. Falucho            | Jesús María       |
| 1991 | AP   | SAyD Alianza            | Jesús María       |
| 1991 | CL   | A.A. Falucho            | Jesús María       |
| 1991 | FA   | SAyD Alianza            | Jesús María       |
| 1992 | AP   | Bochas Sport Club       | Colonia Caroya    |
| 1992 | CL   | Sportivo Tirolesa       | Colonia Tirolesa  |
| 1992 | FA   | Sportivo Tirolesa       | Colonia Tirolesa  |
| 1993 | AP   | Sportivo Tirolesa       | Colonia Tirolesa  |
| 1993 | CL   | Sportivo Tirolesa       | Colonia Tirolesa  |
| 1993 | FA   | Sportivo Tirolesa       | Colonia Tirolesa  |
| 1994 | AP   | Sportivo Tirolesa       | Colonia Tirolesa  |
| 1994 | CL   | Sportivo Tirolesa       | Colonia Tirolesa  |
| 1994 | FA   | Sportivo Tirolesa       | Colonia Tirolesa  |
| 1995 | AP   | Independiente           | Villa del Totoral |
| 1995 | CL   | Sportivo Tirolesa       | Colonia Tirolesa  |
| 1995 | FA   | Sportivo Tirolesa       | Colonia Tirolesa  |
| 1996 | 1996 | Sportivo Tirolesa       | Colonia Tirolesa  |
| 1997 | 1997 | Sportivo Tirolesa       | Colonia Tirolesa  |
| 1998 | AP   | El Carmen               | Monte Cristo      |
| 1998 | CL   | SAyD Alianza            | Jesús María       |
| 1998 | FA   | El Carmen               | Monte Cristo      |
| 1999 | AP   | Sportivo Tirolesa       | Colonia Tirolesa  |
| 1999 | CL   | Sportivo Tirolesa       | Colonia Tirolesa  |
| 1999 | FA   | Sportivo Tirolesa       | Colonia Tirolesa  |
| 2000 | AP   | Bochas Sport Club       | Colonia Caroya    |
| 2000 | CL   | El Carmen               | Monte Cristo      |
| 2000 | FA   | El Carmen               | Monte Cristo      |
| 2001 | AP   | Unión                   | Unquillo          |
| 2001 | CL   | Sportivo Tirolesa       | Colonia Tirolesa  |
| 2001 | FA   | Sportivo Tirolesa       | Colonia Tirolesa  |
| 2002 | AP   | A.A. Falucho            | Jesús María       |
| 2002 | CL   | Sportivo Tirolesa       | Colonia Tirolesa  |
| 2002 | FA   | Sportivo Tirolesa       | Colonia Tirolesa  |
| 2003 | 2003 | Unión                   | Unquillo          |
| 2004 | AP   | Sportivo Tirolesa       | Colonia Tirolesa  |
| 2004 | CL   | A.A. Falucho            | Jesús María       |
| 2004 | FA   | Sportivo Tirolesa       | Colonia Tirolesa  |
| 2005 | 2005 | Bochas Sport Club       | Colonia Caroya    |
| 2006 | 2006 | Sportivo Tirolesa       | Colonia Tirolesa  |
| 2007 | 2007 | Jockey Club             | Est. General Paz  |
| 2008 | 2008 | Atlético Ischilin       | Dean Funes        |
| 2009 | AP   | Sportivo Tirolesa       | Colonia Tirolesa  |
| 2009 | CL   | Juventud Agraria        | Colonia Caroya    |
| 2009 | FA   | Sportivo Tirolesa       | Colonia Tirolesa  |
| 2010 | AP   | Sportivo Tirolesa       | Colonia Tirolesa  |
| 2010 | CL   | Sportivo Tirolesa       | Colonia Tirolesa  |
| 2010 | FA   | Sportivo Tirolesa       | Colonia Tirolesa  |
| 2011 | AP   | Sportivo Tirolesa       | Colonia Tirolesa  |
| 2011 | CL   | Sportivo Tirolesa       | Colonia Tirolesa  |
| 2011 | FA   | Sportivo Tirolesa       | Colonia Tirolesa  |
| 2012 | AP   | Bochas Sport Club       | Colonia Caroya    |
| 2012 | CL   | Sportivo Tirolesa       | Colonia Tirolesa  |
| 2012 | FA   | Bochas Sport Club       | Colonia Caroya    |
| 2013 | AP   | Sportivo Tirolesa       | Colonia Tirolesa  |
| 2013 | CL   | Círculo Italiano        | Rio Ceballos      |
| 2013 | FA   | Sportivo Tirolesa       | Colonia Tirolesa  |
| 2014 | AP   | Deportivo Colón         | Colonia Caroya    |
| 2014 | CL   | A.A. Falucho            | Jesús María       |
| 2014 | FA   | A.A. Falucho            | Jesús María       |
| 2015 | AP   | A.A. Falucho            | Jesús María       |
| 2015 | CL   | Sportivo Tirolesa       | Colonia Tirolesa  |
| 2015 | FA   | A.A. Falucho            | Jesús María       |
| 2016 | AP   | Deportivo Colón         | Colonia Caroya    |
| 2016 | CL   | Sportivo Tirolesa       | Colonia Tirolesa  |
| 2016 | FA   | Deportivo Colón         | Colonia Caroya    |
| 2017 | AP   | Deportivo Colón         | Colonia Caroya    |
| 2017 | CL   | SAyD Alianza            | Jesús María       |
| 2017 | FA   | SAyD Alianza            | Jesús María       |
| 2018 | AP   | Deportivo Colón         | Colonia Caroya    |
| 2018 | CL   | Bochas Sport Club       | Colonia Caroya    |
| 2018 | FA   | Deportivo Colón         | Colonia Caroya    |
| 2019 | AP   | Bochas Sport Club       | Colonia Caroya    |
| 2019 | CL   | Sportivo Tirolesa       | Colonia Tirolesa  |
| 2019 | FA   | Sportivo Tirolesa       | Colonia Tirolesa  |
| 2020 | 2020 | No se jugó              | No se jugó        |
| 2021 | AP   | Sportivo Tirolesa       | Colonia Tirolesa  |
| 2021 | CL   | Sportivo Tirolesa       | Colonia Tirolesa  |
| 2021 | FA   | Sportivo Tirolesa       | Colonia Tirolesa  |
| 2022 | AP   | Sportivo Forchieri      | Unquillo          |
| 2022 | CL   | Santa Elena             | Colonia Tirolesa  |
| 2022 | FA   | Sportivo Forchieri      | Unquillo          |
| 2023 | AP   | Deportivo Colón         | Colonia Caroya    |
| 2023 | CL   | Sportivo Tirolesa       | Colonia Tirolesa  |
| 2024 | AP   | Quilmes                 | Villa Allende     |
| 2024 | CL   | Sportivo Forchieri      | Unquillo          |
| 2025 | AP   | Deportivo Colón         | Colonia Caroya    |
| 2025 | CL   | ...                     | ...               |

### Palmarés
A continuación lista de los máximos campeones de la liga:
| Equipo                                        | Títulos | Años títulos | Último Título |
| --------------------------------------------- | ------- | --- | ------------- |
| Club Sportivo Colonia Tirolesa                | 41      | CL 1992, FA 1992, AP 1993, CL 1993, FA 1993, AP 1994, CL 1994, FA 1994, CL 1995, FA 1995, 1996, 1997, AP 1999, CL 1999, FA 1999, CL 2001, FA 2001, CL 2002, FA 2002, AP 2004, FA 2004, 2006, AP 2009, FA 2009, AP 2010, CL 2010 , FA 2010, AP 2011, CL 2011, FA 2011, CL 2012, AP 2013, FA 2013, CL 2015, CL 2016, CL 2019, FA 2019, AP 2021, CL 2021, FA 2021, CL 2023 | 2023          |
| Asociación Atlética Falucho                   | 34      | 1928, 1929, 1932, 1933, 1939, 1941, 1942, 1943, 1945, 1946, 1949, 1951, 1952, 1957, 1958, 1963, 1964, 1965, 1969, 1970, 1975, 1977, 1978, 1979, 1980, 1982, 1990, CL 1991, AP 2002, CL 2004, CL 2014, FA 2014, AP 2015, FA 2015 | 2015          |
| Talleres (JM) (Fusionado)                     | 17      | 1930, 1931, 1937, 1944, 1947, 1954, 1955, 1959, 1960, 1961, 1963, 1967, 1971, 1974, 1976, 1986, 1989 | 1989          |
| Bochas Sport Club                             | 9       | 1981, 1985, AP 1992, AP 2000, 2005, AP 2012, FA 2012, CL 2018, AP 2019 | 2019          |
| Club Social y Deportivo Colón                 | 8       | AP 2014, AP 2016, FA 2016, AP 2017, AP 2018, FA 2018, AP 2023, AP 2025 | 2025          |
| Alianza Jesús María                           | 5       | AP 1991, FA 1991, CL 1998, CL 2017, FA 2017 | 2017          |
| El Carmen de Monte Cristo                     | 4       | AP 1998, FA 1998, CL 2000, FA 2000 | 2000          |
| Ferro Postal (Fusionado)                      | 4       | 1932, 1966, 1987, 1988 | 1988          |
| Sportivo Forchieri                            | 3       | AP 2022, FA 2022, CL 2024 | 2024          |
| Club Juventud Agraria Colón                   | 3       | 1962, 1984, AP 2009 | 2009          |
| Villa Allende Sport Club                      | 3       | 1953, 1968, 1972 | 1972          |
| Jockey Club General Paz                       | 2       | 1983, 2007 | 2007          |
| Unión de Unquillo                             | 2       | AP 2001, 2003 | 2003          |
| Club Atlético Quilmes                         | 1       | AP 2024 | 2024          |
| Club Atlético Santa Elena                     | 1       | CL 2022 | 2022          |
| Círculo Italiano (Actual Quirquinchos Verdes) | 1       | CL 2013 | 2013          |
| Atlético Ischilín                             | 1       | 2008 | 2008          |
| Independiente de Totoral                      | 1       | AP 1995 | 1995          |
| Independiente de Unquillo                     | 1       | 1950 | 1950          |
| Colón de Totoral                              | 1       | 1948 | 1948          |

## Torneo Regional Federal Amateur
Este torneo se disputa como la 4.ª división del Fútbol Argentino desde el año, para clubes indirectamente afiliados a la AFA. Los únicos 4 equipos que hasta el momento participaron por esta competición, fueron Club Social y Deportivo Colón (participó en la edición 2019, 2021/22, 2022/23 y 2023/24), Club Sportivo Colonia Tirolesa (participó de las ediciones 2020 (la cual fue suspendida por la pandemia de Covid-19) y la 2020/21). Club Sportivo Forchieri (participó en la edición 2023/24) y el Club Atlético Quilmes Villa Allende (participó en la edición 2024/25).
Así les fue a los equipos de la liga por esta competición:
- Club Social y Deportivo Colón (Eliminado en Etapa Clasificatoria de la edición 2019)
- Club Sportivo Colonia Tirolesa[2] (Clasificado a Segunda Ronda de la edición 2020 (Suspendida por pandemia Covid-19))
- Club Sportivo Colonia Tirolesa (Eliminado en Primera Ronda de la edición 2020/21)
- Club Social y Deportivo Colón (Eliminado en Primera Ronda de la edición 2021/22)
- Club Social y Deportivo Colón[3] (Eliminado en Cuartos de Final de la edición 2022/23)
- Club Social y Deportivo Colón (Eliminado en Primera Ronda de la edición 2023/24)
- Club Sportivo Forchieri (Eliminado en Primera Ronda de la edición 2023/24)
- Club Atlético Quilmes (Villa Allende) (Eliminado en Primera Ronda de la edición 2024/25)

## Campeonato Provincial de Clubes de Primera División
Este torneo reúne a los clubes de la provincia de Córdoba en un campeonato que se disputa desde el año 1977. La Liga Regional Colón posee un único club participante que se consagró campeón, Club Sportivo Colonia Tirolesa, quien levantó el trofeo en dos oportunidades: 1996/97 y 1997/98.